# Ал-Анон
Семейные группы Ал-Анон  - основанная в 1951 году международная организация взаимопомощи для людей, пострадавших от алкоголизма близкого человека. По заявлению самой организации, Ал-Анон — это «всемирное сообщество, предлагающее программу выздоровления для семей и друзей алкоголиков, независимо от того, осознает ли алкоголик существование проблемы, связанной с алкоголем, и ищет ли он помощи». Алатин «является частью сообщества Ал-Анон, предназначенного для молодых родственников и друзей алкоголиков в подростковом возрасте». Ал-Анон не является программой вмешательства и не ставит своей основной целью прекращение компульсивного употребления алкоголя другими людьми. Участники встречаются группами. Встречи обычно небольшие (от пяти до двадцати пяти человек); на более крупных встречах участники часто разделяются на меньшие группы после вступительных чтений, чтобы у каждого была возможность высказаться.

## История

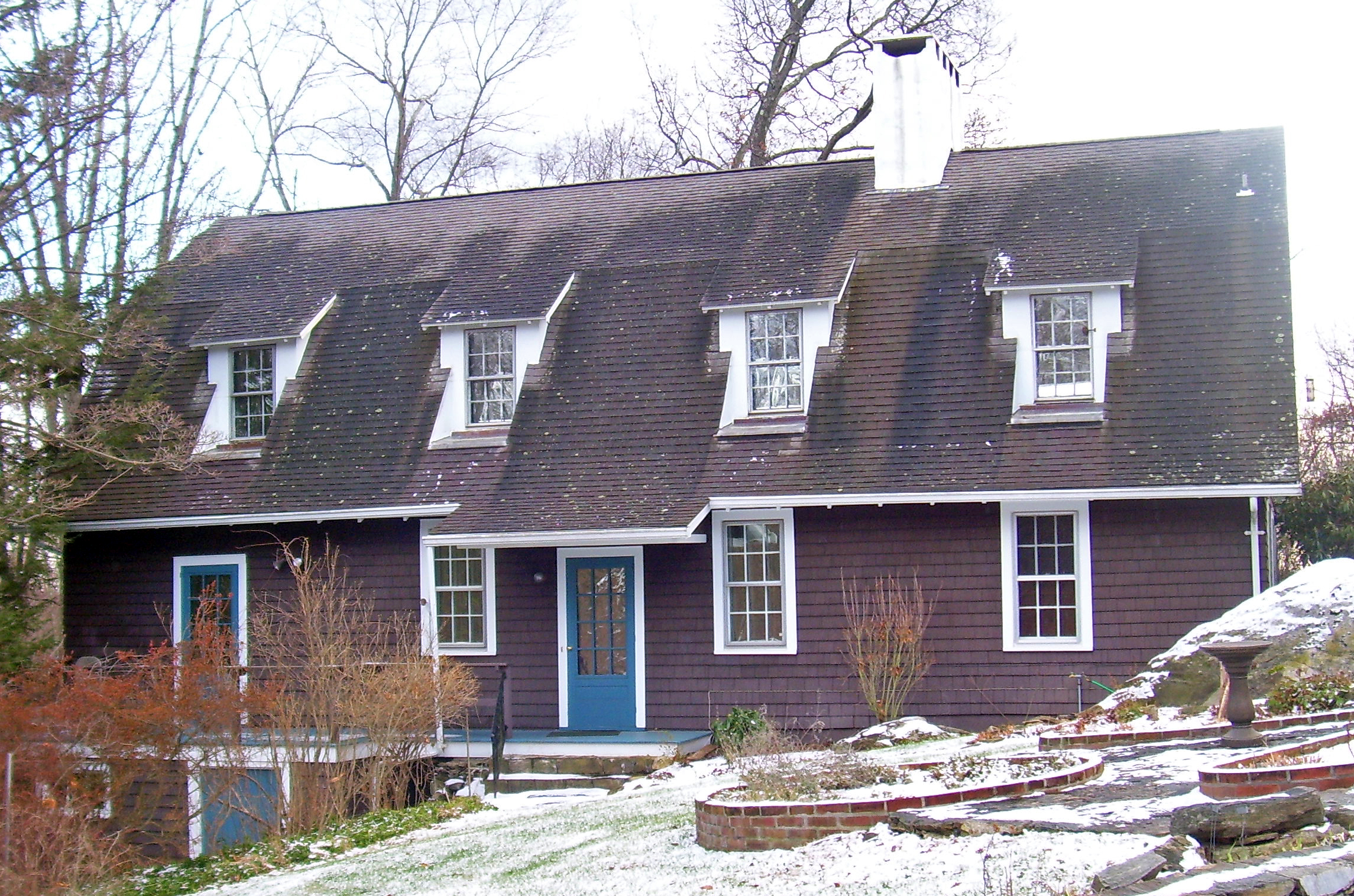
Stepping Stones в Катоне, штат Нью-Йорк, где был основан Al-Anon.

Ал-Анон был основан в 1951 году, через 16 лет после основания Анонимных Алкоголиков, 10 июня 1935 года, Энн Б. и Лоис В. (супруга соучредителя АА Билла В. ). До образования Ал-Анона встречались независимые группы семей алкоголиков. «Билл считал, что эти группы можно объединить, и что Лоис должна взяться за это».
Ал-Анон принял Двенадцать Шагов Анонимных Алкоголиков для собственного использования, заменив слово « алкоголики » в двенадцатом шаге на «другие» («мы пытались донести это послание до других»). Его название происходит от первых частей слов «Анонимные Алкоголики». Алатин, часть Ал-Анона, возникла в Калифорнии в 1957 году, когда подросток по имени Боб «присоединился к пяти другим молодым людям, пострадавшим от алкоголизма члена семьи».

## Цели
Основная цель Ал-Анона — помогать семьям и друзьям алкоголиков  а не лечить алкоголизм у других или помогать с вмешательством. 

## Ключевые моменты

### Решаемые проблемы
Литература Ал-Анон/Алатин фокусируется на проблемах, общих для членов семей и друзей алкоголиков, таких как чрезмерная опека и контроль, неспособность отличить любовь от жалости и преданность обидчикам, а не на проблемах самих алкоголиков . Организация признает, что члены организации могут вступать в нее с низкой самооценкой, что в значительной степени является побочным эффектом нереалистичной переоценки своей власти и контроля : попытки контролировать поведение другого человека и, если это им не удается, обвинении себя в продолжении употребления алкоголя близким.

### Процесс выздоровления
Члены семей алкоголиков начинают выздоравливать, поскольку они учатся распознавать алкоголизм близкого как общесемейную патологию, возлагать ответственность за патологию на алкоголизм как болезнь (а не на себя или алкоголика), прощать себя, признавать, что патология оказала на них неблагоприятное воздействие, и учатся принимать недостатки членов своей семьи.
Членам Ал-Анона рекомендуется сосредоточиться на себе, а не на алкоголике. Хотя члены сообщества считают, что изменение отношения может способствовать выздоровлению, они подчеркивают, что сам по себе человек не является причиной, не может вылечить и не может контролировать выбор и поведение другого человека, связанные с алкоголем.[значимость факта?]

### Лечение алкоголизма
Когда супруг алкоголика является активным членом Ал-Анона, а алкоголик является активным членом Анонимных Алкоголиков, алкоголик с большей вероятностью будет воздерживаться от употребления алкоголи или наркотиков, климат в семье и взаимопонимание между ее членами улучшатся.  Проведенный в 1999 году клинический анализ методов, используемых организациями гражданского общества (ОГО) для побуждения алкоголиков к лечению, показал, что участие в программе Ал-Анон было «в основном неэффективным» для оказания влияния на самого алкоголика. Психологи обнаружили, что подход, основанный на поддержке сообщества и семейном обучении (CRAFT), «значительно более» эффективен, чем участие в Al-Anon, в предотвращении алкоголизма у других людей.

## Структура

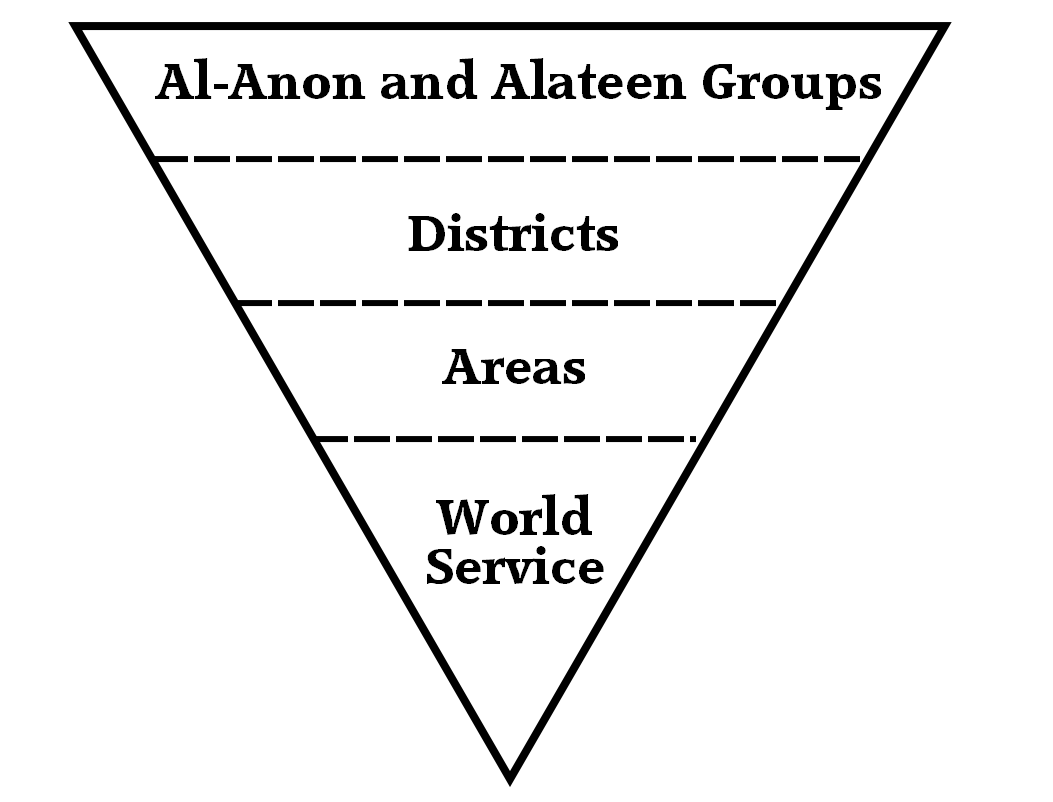
Организационная структура Ал-Анон/Алатин

Структуру семейных групп Ал-Анон можно изобразить в виде перевернутой пирамиды, в основании которой находится штаб-квартира организации (Всемирный офис обслуживания), а наверху — «автономные» группы для общения и поддержки. Группы  осуществляют свою деятельность и взаимодействуют друг с другом  и Всемирным офисом обслуживания и на основе Двенадцати Традиций Ал-Анон.

## В популярной культуре
«Когда любви недостаточно: История Лоис Уилсон» — фильм 2010 года о жене соучредителя АА Билла Уилсона и зарождении АА и Ал-Анона.[значимость факта?]
Фильм 1994 года «Когда мужчина любит женщину » «...сталкивается с реалиями наркомании, которая затрагивает всех членов одной семьи, в центре которой находится алкоголик». Алкоголика играет Мег Райан, а ее мужа, который отправляется на собрание Ал-Анон, играет Энди Гарсия .[значимость факта?]
В сериале Hulu «Медведь » главная героиня Кармен «Карми» Берзатто посещает чат-центр Al-Anon в ответ на пристрастие своего брата к обезболивающим.[значимость факта?]

## Дальнейшее чтение
- Kirby, K. C.; Marlowe, D. B.; Festinger, D. S.; Garvey, K. A.; LaMonaca, V. (August 1999). Community reinforcement training for family and significant others of drug abusers: A unilateral intervention to increase treatment entry of drug users. Drug and Alcohol Dependence. 56 (1): 85–96. doi:10.1016/S0376-8716(99)00022-8. PMID 10462097.
- Rychtarik, R. G. & McGillicuddy, N. B. (April 2005). Coping Skills Training and 12-Step Facilitation for Women Whose Partner Has Alcoholism: Effects on Depression, the Partner's Drinking, and Partner Physical Violence. Journal of Consulting and Clinical Psychology. 73 (2): 249–261. doi:10.1037/0022-006X.73.2.249. PMC 4652652. PMID 15796632.
- White, W. (2007). Review of The Lois Wilson Story: When Love is not Enough. Alcoholism Treatment Quarterly. 24 (4): 159–162. doi:10.1300/J020v24n04_10. S2CID 218637411.
- Meyers, R. J.; Apodaca, T. R.; Flicker, S. M.; Slesnick, N. (July 2002). Evidence-based approaches for the treatment of substance abusers by involving family members. The Family Journal. 10 (3): 281–288. doi:10.1177/10680702010003004. S2CID 71742028.
- Zajdow, G. (April 1998). Civil society, social capital and the Twelve Step group. Community, Work & Family. 1 (1): 79–89. doi:10.1080/13668809808414699.

## Внешние ссылки
- al-anon.org — официальный сайт Al-Anon/Alateen official website
- First Steps to Al-Anon Recovery
- Al-Anon/Alateen Literature Distribution Center
- al-anon.org.ru — официальный сайт Семейные группы Ал-Анон в России

1. ↑  Al-Anon Family Group Headquarters, Inc. Detachment. Virginia Beach, Virginia: Al-Anon Family Group Headquarters, Inc.. Дата обращения: 17 января 2014. Архивировано 28 февраля 2019 года.
2. ↑  Al-Anon Family Group Headquarters, Inc. Fact Sheet for Professionals. Virginia Beach, Virginia: Al-Anon Family Group Headquarters, Inc.. Дата обращения: 17 января 2014. Архивировано из оригинала 4 марта 2016 года.
3. 1 2 3  Humphreys, Keith; Kaskutas, Lee A (1995). World Views of Alcoholics Anonymous, Women for Sobriety, and Adult Children of Alcoholics/Al-Anon Mutual Help Groups. Addiction Research & Theory. 3 (3): 231–243. doi:10.3109/16066359509005240.
4. ↑  AA Timeline. Alcoholics Anonymous. Дата обращения: 17 января 2014. Архивировано 2 февраля 2014 года.
5. 1 2  Lois' Story. Stepping Stones: The Historic Home of Bill and Lois Wilson. Дата обращения: 17 января 2014. Архивировано из оригинала 12 февраля 2012 года.
6. ↑  The Twelve Steps. Al-Anon Family Group Headquarters, Inc.. Дата обращения: 19 января 2014. Архивировано 28 февраля 2019 года.
7. ↑  Al-Anon's History // How Al-Anon Works for Families and Friends of Alcoholics. — Virginia Beach, Virginia : Al-Anon Family Group Headquarters, Inc., 1995. — P. 127. — ISBN 978-0-910034-26-5.
8. ↑  2014-2017 Al-Anon/Alateen Service Manual. — Virginia Beach, Virginia : Al-Anon Family Group Headquarters, Inc., 2013. — P. 139. Архивная копия от 18 июля 2024 на Wayback Machine
9. ↑  Al-Anon's History // How Al-Anon Works for Families and Friends of Alcoholics. — Virginia Beach, Virginia : Al-Anon Family Group Headquarters, Inc., 1995. — P. 131. — ISBN 978-0-910034-26-5.
10. ↑  All About Al-Anon - How Does it Work and What to Expect (амер. англ.) (6 марта 2022). Дата обращения: 24 октября 2024. Архивировано 22 ноября 2024 года.
11. ↑  Humphreys, K (April 1996). World view change in adult children of Alcoholics/Al-Anon self-help groups: reconstructing the alcoholic family. International Journal of Group Psychotherapy. 46 (2): 255–63. doi:10.1080/00207284.1996.11491497. ISSN 0020-7284. PMID 8935765.
12. ↑  Al-Anon Family Groups. Step One // Paths to Recovery: Al-Anon's Steps, Traditions and Concepts. — Al-Anon Family Groups, 1997. — ISBN 978-0-910034-31-9.
13. ↑  Wright, KD; Scott, TB (September 1978). The relationship of wives' treatment to the drinking status of alcoholics. Journal of Studies on Alcohol. 39 (9): 1577–1581. doi:10.15288/jsa.1978.39.1577. ISSN 0096-882X. PMID 215841.
14. ↑  Corenblum, B; Fischer, DG (May 1975). Some correlates of Al-Anon group membership. Journal of Studies on Alcohol. 36 (5): 675–677. doi:10.15288/jsa.1975.36.675. ISSN 0096-882X. PMID 239290.
15. ↑  Miller, WR; Meyers, RJ; Tonigan, JS (October 1999). Engaging the unmotivated in treatment for alcohol problems: a comparison of three strategies for intervention through family members. Journal of Consulting and Clinical Psychology. 67 (5): 688–697. doi:10.1037/0022-006X.67.5.688. ISSN 0022-006X. PMID 10535235.
16. ↑  Meyers, RJ; Miller, WR; Smith, JE; Tonigan, JS (October 2002). A randomized trial of two methods for engaging treatment-refusing drug users through concerned significant others. Journal of Consulting and Clinical Psychology. 70 (5): 1182–1185. doi:10.1037/0022-006X.70.5.1182. ISSN 0022-006X. PMID 12362968.
17. ↑  12 Традиций | Ал-Анон — помощь и надежда для семей и друзей алкоголиков. Дата обращения: 23 октября 2024. Архивировано 27 ноября 2024 года.
18. ↑  When a Man Loves a Woman - Movie Review (англ.). Common Sense Media. Дата обращения: 4 июля 2023. Архивировано 4 июля 2023 года.